# 鐸木昌之
鐸木 昌之（すずき まさゆき、1951年 - ）は、日本の政治学者。専門は北朝鮮政治。尚美学園大学総合政策学部教授。

## 経歴・人物
神奈川県生まれ。1976年慶應義塾大学法学部政治学科卒業。1979年同大学院法学研究科修士課程修了、1986年同博士課程単位取得満期退学。在学中、韓国延世大学校社会科学大学院に二年間留学（1979-80年、1981-82年）。
1993年、著書『北朝鮮』で第5回アジア・太平洋賞特別賞を受賞。1994年、慶應義塾大学より博士（法学）の学位を取得。駐中国日本大使館専門調査員（1993-95年）も務める。
聖学院大学政治経済学部専任講師、同助教授を経て、2000年より尚美学園大学総合政策学部教授。

## 著書
単著
- 『東アジアの国家と社会（3） 北朝鮮――社会主義と伝統の共鳴』（東京大学出版会, 1992年）
- 『北朝鮮首領制の形成と変容――金日成、金正日から金正恩へ』（明石書店, 2014年）

共著
- 中村勝範編『近代日本政治の諸相――時代による展開と考察』（慶應通信, 1989年）
- 赤木完爾編『朝鮮戦争――休戦50周年の検証・半島の内と外から』(慶應義塾大学出版会, 2003年)
- 伊豆見元・張達重編『金正日体制の北朝鮮――政治・外交・経済・思想』（慶應義塾大学出版会, 2004年）

共編著
- （服部民夫）『韓国政治エリート研究資料――職位と略歴』（東京大学東洋文化研究所附属東洋学文献センター, 1987年）
- （小此木政夫・徐大粛監修/古田博司・坂井隆）『資料北朝鮮研究I――政治・思想』（慶應義塾大学出版会, 1998年）
- （平岩俊司・倉田秀也）『朝鮮半島と国際政治――冷戦の展開と変容』（慶應義塾大学出版会, 2005年）

監修
- 金昌烈編『裸の金正日――絵解き一目でわかる!』（宝島社, 2004年）
- 太永浩『北朝鮮外交秘録　三階書記室の暗号』監訳（李柳真・黒河星子訳、文藝春秋, 2019年）

訳書
- ウォルター・ラフィーバー『アメリカの時代――戦後史のなかのアメリカ政治と外交』（芦書房, 1992年）

## 出演
- NHKスペシャル「北朝鮮 “機密ファイル” 知られざる国家の内幕」[1] （2016年6月5日）